# Salvatore Vinci
Salvatore Vinci (Bidonì, 12 marzo 1952 – San Giacomo Vercellese, 28 gennaio 1989) è stato un militare italiano, carabiniere assassinato nel corso di un servizio antirapina a San Giacomo Vercellese.

## Biografia
Salvatore Vinci era nato in provincia di Oristano nel 1952, era sposato e aveva una figlia undicenne all'epoca dei fatti. Abitava a Vercelli dove svolgeva servizio presso il Reparto Operativo del Gruppo Carabinieri. Fu ucciso nel corso di servizio antirapina appena dopo l'assalto a un furgone portavalori da parte di un gruppo di rapinatori.
Nel 1990, il Presidente della Repubblica Italiana conferì, con suo decreto in data 19 aprile, la Medaglia d'oro al valor civile alla memoria all'appuntato Salvatore Vinci per il comportamento tenuto in occasione dell'intervento in un servizio antirapina. La data di concessione della ricompensa è il 19 aprile 1990 pubblicata sulla Gazzetta Ufficiale, serie generale n.147 del 25 giugno 1991.
Nel 1999, la caserma sede della Stazione carabinieri di Sorradile è stata intitolata alla memoria del militare caduto nell'adempimento del dovere.
Nel 2014 il comune di Vercelli ha inteso ricordare la memoria dell'appuntato Vinci onorandolo con una cerimonia di intitolazione della via ove è ubicato il Comando Provinciale Carabinieri.
La Sezione dell'Associazione nazionale carabinieri di San Giorgio Canavese è stata intitolata alla memoria dell'Appuntato.